# Berden
Berden is een civil parish in het bestuurlijke gebied Uttlesford, in het Engelse graafschap Essex met 465 inwoners.